# Barbus quadrilineatus
Barbus quadrilineatus là một loài cá vây tia trong họ Cyprinidae. Nó được tìm thấy ở Burundi và Tanzania.
Môi trường sống tự nhiên của nó là các con sông. Nó bị đe dọa do mất môi trường sống.